# Małyj Szustruj
Małyj Szustruj (ros. Малый Шуструй) – rzeka w Mordowii w Rosji, prawy dopływ Windrieja (dorzecze Mokszy). Długość rzeki wynosi 23 km, a powierzchnia zlewni – 81,1 km².
Małyj Szustruj płynie w rejonie torbiejewskim. Ma swoje źródła w pobliżu wsi Majak, zaś wpada do rzeki Windriej między wsiami Nowe Czetowo i Małyszewo.